# Samba-joia
O samba-joia (também sambão-joia ou somente sambão) foi um termo pejorativo por cunhado por críticos musicais brasileiros para designar um tipo de samba mais romântico nascido na década de 1970.
Tratava-se de um formato com estrutura rítmica mais simples e que diluía a percussão, o principal atributo do samba tradicional. Tachado de brega por críticos, fez grande sucesso comercial com intérpretes românticos como Agepê, Benito Di Paula, Gilson de Souza, Luiz Américo e Luiz Ayrão.
Alguns críticos apontam que o movimento influenciou alguns grupos do subgênero pagode romântico da década de 1990.